# Подольное (Сокольский район)
Подольное — деревня в Сокольском районе Вологодской области.
Входит в состав городского поселения город Кадников (с 1 января 2006 года по 30 мая 2013 года входила в сельское поселение Замошское), с точки зрения административно-территориального деления — в Замошский сельсовет.
Расстояние по автодороге до районного центра Сокола — 32 км, до центра муниципального образования Кадникова по прямой — 9 км. Ближайшие населённые пункты — Кондраш, Пардеево, Замошье.
По переписи 2002 года население — 87 человек (49 мужчин, 38 женщин). Преобладающая национальность — русские (98 %).